# Lisette Sangana
 (juillet 2015).
Si vous disposez d'ouvrages ou d'articles de référence ou si vous connaissez des sites web de qualité traitant du thème abordé ici, merci de compléter l'article en donnant les références utiles à sa vérifiabilité et en les liant à la section « Notes et références ».
Lisette Sangana est une femme politique de la république démocratique du Congo. 

## Biographie
Elle est licenciée en communication sociale de l'université catholique du Congo.

### Carrière

#### Social
Jeune, elle exerça plusieurs fonctions dans la vie active, entre autres assistante de communication à l'organisme Search for Common Ground, tout en étant intermédiaire entre l'organisme et les radios communautaires
chargées de diffuser les productions médiatiques pour la résolution des conflits en République démocratique du Congo. Puis, elle travailla au programme national de nutrition dans la planification des stratégies de communication pour la sensibilisation dans la lutte contre la malnutrition.
Cette communicologue de formation est membre de l'Association catholique mondiale pour la communication SIGNIS en sigle. Elle est féministe.

#### Politique
Elle est membre de l'opposition républicaine ayant pour autorité morale Léon Kengo, ancien président du Sénat de la république démocratique du Congo.

#### Vice-ministre
À la suite d’un remaniement le 7 décembre 2014, elle est nommée vice-ministre du Plan de la République Démocratique du Congo dans le gouvernement Matata II, dit « gouvernement de la cohésion nationale » (cf. gouvernement de la République Démocratique du Congo). Elle quitte son poste en 2015.